# Gudrun Wagner
Gudrun Wagner, nacida Gudrun Armann (Allenstein, Prusia Oriental, 15 de junio de 1944-Bayreuth, Alemania, 28 de noviembre de 2007), fue la esposa de Wolfgang Wagner, único director del Festival de Bayreuth desde 1967. Su gran influencia tras la escena hizo que se la considerara codirectora virtual del festival.
Nacida en 1944 en Prusia Oriental, creció en Baviera adonde fue trasladada a las pocas semanas de nacida debido al avance de las tropas soviéticas a finales de la Segunda Guerra Mundial. Cursó estudios de secretaria y traductora y fue contratada por la administración del Festival de Bayreuth, a principios de los años 1960. En 1970 se casó con el dramaturgo del teatro Dietrich Mack. Se ocupó de relaciones con la prensa, y en 1976 se divorció de Mack para casarse con Wolfgang Wagner, divorciado de Ellen Drexel, su primera esposa.
Considerada la «regente virtual» del festival, murió repentinamente en 2007 a causa de una cirugía menor. En 1978 nació su hija Katharina Wagner, hoy sucesora del «trono» de Bayreuth.